# Safari Rally 2000

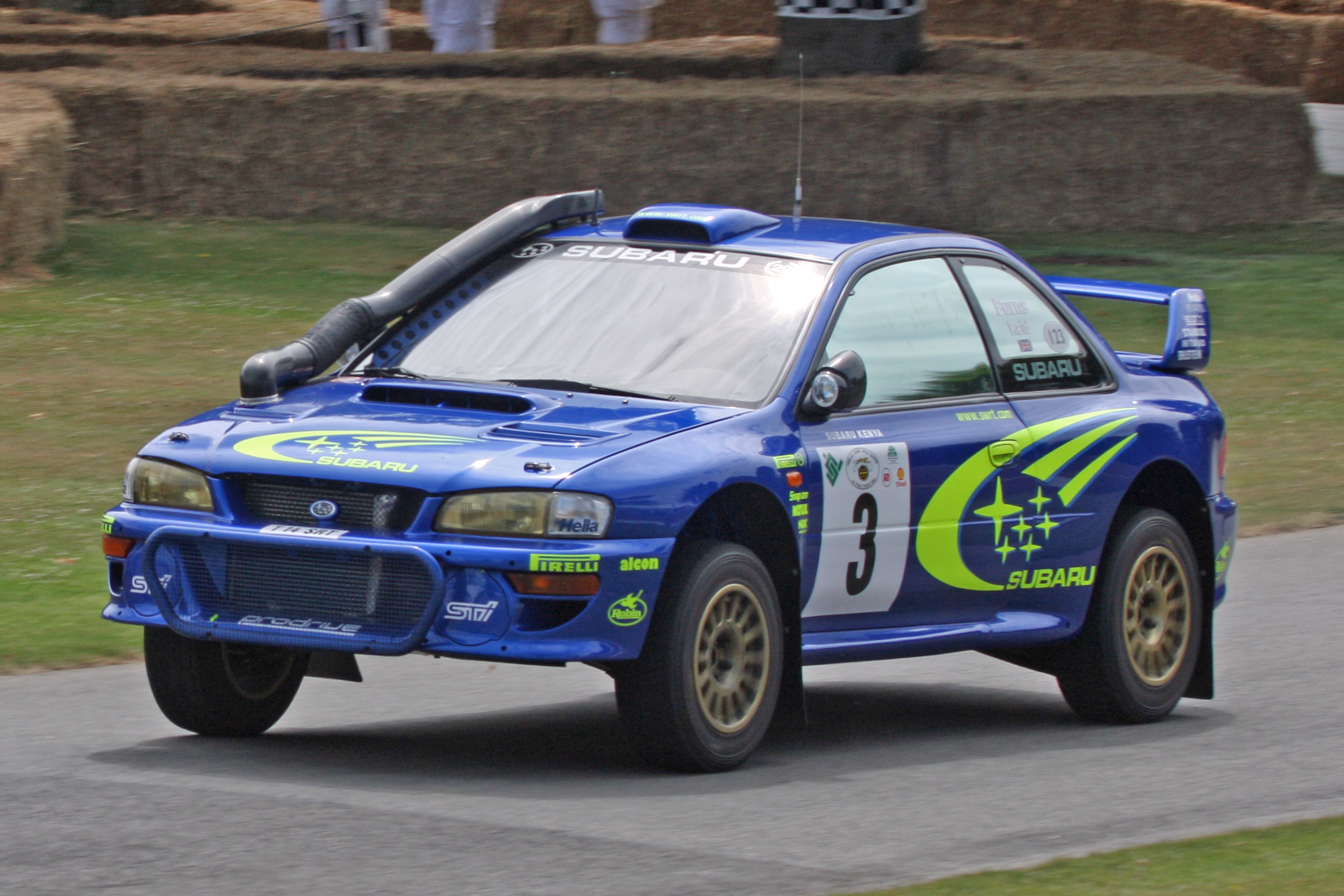
La Subaru Impreza WRC99 con la quale Richard Burns vinse il Safari Rally 2000

Il Safari Rally 2000, ufficialmente denominato 48th Sameer Safari Rally Kenya, è stata la terza prova del campionato del mondo rally 2000 nonché la quarantottesima edizione del Safari Rally e la ventiseiesima con valenza mondiale. La manifestazione si è svolta dal 25 al 27 febbraio sulle polverose piste del Kenya, con base nella capitale Nairobi.
L'evento è stato vinto dal britannico Richard Burns, navigato dal connazionale Robert Reid, al volante di una Subaru Impreza WRC99 del Subaru World Rally Team ufficiale, davanti alla coppia finlandese formata dai compagni di squadra Juha Kankkunen e Juha Repo  e a quella francese composta da Didier Auriol e Denis Giraudet, su SEAT Córdoba WRC Evo2 della squadra SEAT Sport.
Gli argentini Claudio Menzi ed Eduardo Galindo, su Mitsubishi Lancer Evo VI, hanno invece conquistato la vittoria nella categoria PWRC, mentre il giapponese Toshihiro Arai e il britannico Roger Freeman si sono aggiudicati la classifica della Coppa FIA Squadre, alla guida di una Subaru Impreza WRC99 della scuderia Spike Subaru Team.

## Dati della prova
| Denominazione ufficiale             | Sameer Safari Rally Kenya                                                                                       |
| Edizione N°                         | 48 |
| Tappa N°                            | 3 di 14 |
| Data manifestazione                 | da venerdì 25/02/2000 a domenica 27/02/2000                                                                     |
| Sede ospitante                      | Nairobi (contea di Nairobi)                                                                                     |
| Sede parco assistenza               | Prima e terza frazione: Whistling Thorns, Nairobi (contea di Nairobi). Seconda frazione: Equator Park, Nairobi. |
| Superficie                          | Terra |
| Iscritti                            | 55 |
| Partiti                             | 51 |
| Arrivati                            | 17 (33,3%) |
| Prove speciali                      | 12 |
| Prova più breve                     | 50,09 km (CS4 e CS12: Kajiado)                                                                                  |
| Prova più lunga                     | 123,21 km (CS5: Marigat)                                                                                        |
| Prova più lenta                     | velocità media di 89,05 km/h (CS6: Nyaru)                                                                       |
| Prova più veloce                    | velocità media di 142,87 km/h (CS1: Orien 1)                                                                    |
| Lunghezza prove speciali            | 1047,26 km (37,1% della distanza totale)                                                                        |
| Lunghezza complessiva trasferimenti | 1629,85 km |
| Distanza totale effettiva           | 2677,11 km |

## Itinerario
| Frazione            | Prova  | Ora    | Nome                                            | Lunghezza | Totale     |
| ------------------- | ------ | ------ | ----------------------------------------------- | --------- | ---------- |
| Frazione 1 (25 feb) |        | 10:30  | Assistenza – Whistling Thorns, Nairobi (10 min) | –         | 350,84 km  |
| Frazione 1 (25 feb) | CS1    | 11:28  | Orien 1                                         | 112,43 km | 350,84 km  |
| Frazione 1 (25 feb) |        | 12:33  | Assistenza – Whistling Thorns, Nairobi (20 min) | –         | 350,84 km  |
| Frazione 1 (25 feb) | CS2    | 13:34  | Oltepesi 1                                      | 116,92 km | 350,84 km  |
| Frazione 1 (25 feb) |        | 14:45  | Assistenza – Whistling Thorns, Nairobi (20 min) | –         | 350,84 km  |
| Frazione 1 (25 feb) | CS3    | 15:58  | Olorian 1                                       | 71,40 km  | 350,84 km  |
| Frazione 1 (25 feb) | CS4    | 16:43  | Kajiado 1                                       | 50,09 km  | 350,84 km  |
| Frazione 1 (25 feb) |        | 17:14  | Assistenza – Whistling Thorns, Nairobi (45 min) | –         | 350,84 km  |
|                     |        |        |                                                 |           |            |
| Frazione 2 (26 feb) |        | 06:45  | Assistenza – Equator Park, Nairobi (10 min)     | –         | 345,58 km  |
| Frazione 2 (26 feb) | CS5    | 07:44  | Marigat                                         | 123,21 km | 345,58 km  |
| Frazione 2 (26 feb) |        | 08:50  | Assistenza – Equator Park, Nairobi (20 min)     | –         | 345,58 km  |
| Frazione 2 (26 feb) | CS6    | 10:15  | Nyaru                                           | 68,64 km  | 345,58 km  |
| Frazione 2 (26 feb) |        | 11:28  | Assistenza – Equator Park, Nairobi (20 min)     | –         | 345,58 km  |
| Frazione 2 (26 feb) | CS7    | 13:38  | Morendat                                        | 93,81 km  | 345,58 km  |
| Frazione 2 (26 feb) |        | 15:02  | Assistenza – Equator Park, Nairobi (20 min)     | –         | 345,58 km  |
| Frazione 2 (26 feb) | CS8    | 16:12  | Marigat                                         | 123,21 km | 345,58 km  |
| Frazione 2 (26 feb) |        | 16:52  | Assistenza – Equator Park, Nairobi (45 min)     | –         | 345,58 km  |
|                     |        |        |                                                 |           |            |
| Frazione 3 (27 feb) |        | 06:10  | Assistenza – Whistling Thorns, Nairobi (10 min) | –         | 350,84 km  |
| Frazione 3 (27 feb) | CS9    | 07:08  | Orien 2                                         | 112,43 km | 350,84 km  |
| Frazione 3 (27 feb) |        | 08:13  | Assistenza – Whistling Thorns, Nairobi (20 min) | –         | 350,84 km  |
| Frazione 3 (27 feb) | CS10   | 09:14  | Oltepesi 2                                      | 116,92 km | 350,84 km  |
| Frazione 3 (27 feb) |        | 10:25  | Assistenza – Whistling Thorns, Nairobi (20 min) | –         | 350,84 km  |
| Frazione 3 (27 feb) | CS11   | 11:43  | Olorian 2                                       | 71,40 km  | 350,84 km  |
| Frazione 3 (27 feb) | CS12   | 11:14  | Kajiado 2                                       | 50,09 km  | 350,84 km  |
| Frazione 3 (27 feb) |        | 12:59  | Assistenza – Whistling Thorns, Nairobi (20 min) | –         | 350,84 km  |
| Totale              | Totale | Totale | Totale                                          | Totale    | 1047,26 km |

## Risultati

### Classifica
| Pos.                                        | Nº       | Pilota           | Co-pilota       | Auto                     | Squadra                 | Classe    | Tempo      | Distacco   | Punti    |
| Generale                                    | Generale | Generale         | Generale        | Generale                 | Generale                | Generale  | Generale   | Generale   | Generale |
| ------------------------------------------- | -------- | ---------------- | --------------- | ------------------------ | ----------------------- | --------- | ---------- | ---------- | -------- |
| 1.                                          | 3        | Richard Burns    | Robert Reid     | Subaru Impreza WRC99     | Subaru World Rally Team | WRC       | 8h33'13"0  | –          | 10       |
| 2.                                          | 4        | Juha Kankkunen   | Juha Repo       | Subaru Impreza WRC99     | Subaru World Rally Team | WRC       | 8h37'50"0  | +4'37"0    | 6        |
| 3.                                          | 7        | Didier Auriol    | Denis Giraudet  | SEAT Córdoba WRC Evo2    | SEAT Sport              | WRC       | 8h55'57"0  | +22'44"0   | 4        |
| 4.                                          | 6        | Carlos Sainz     | Luis Moya       | Ford Focus WRC 00        | Ford Martini            | WRC       | 9h01'31"0  | +28'18"0   | 3        |
| 5.                                          | 16       | Petter Solberg   | Phil Mills      | Ford Focus WRC 00        | Ford Martini            | WRC       | 9h04'40"0  | +31'27"0   | 2        |
| 6.                                          | 17       | Toshihiro Arai   | Roger Freeman   | Subaru Impreza WRC99     | Spike Subaru Team       | WRC / TC  | 9h19'16"0  | +46'03"0   | 1        |
| 7.                                          | 11       | Armin Schwarz    | Manfred Hiemer  | Škoda Octavia WRC        | Škoda Motorsport        | WRC       | 9h32'11"0  | +58'58"0   | -        |
| 8.                                          | 12       | Luis Climent     | Álex Romaní     | Škoda Octavia WRC        | Škoda Motorsport        | WRC       | 9h52'13"0  | +1h18'00"0 | -        |
| 9.                                          | 31       | Claudio Menzi    | Edgardo Galindo | Mitsubishi Lancer Evo VI | -                       | N4 / PWRC | 10h39'07"0 | +2h05'54"0 | -        |
| 10.                                         | 22       | Roberto Sanchez  | Jorge del Buono | Subaru Impreza WRX       | -                       | N4 / PWRC | 10h57'05"0 | +2h23'52"0 | -        |
| Campionato del mondo per vetture Produzione |          |                  |                 |                          |                         |           |            |            |          |
| 1. (9.)                                     | 31       | Claudio Menzi    | Edgardo Galindo | Mitsubishi Lancer Evo VI | -                       | N4 / PWRC | 10h39'07"0 | –          | 10       |
| 2. (10.)                                    | 22       | Roberto Sanchez  | Jorge del Buono | Subaru Impreza WRX       | -                       | N4 / PWRC | 10h57'05"0 | +17'58"0   | 6        |
| 3. (11.)                                    | 19       | Manfred Stohl    | Peter Müller    | Mitsubishi Lancer Evo VI | -                       | N4 / PWRC | 11h02'53"0 | +23'46"0   | 4        |
| 4. (13.)                                    | 32       | Saladin Mazlan   | Allen Oh        | Subaru Impreza WRX       | -                       | N4 / PWRC | 12h08'38"0 | +1h29'31"0 | 3        |
| 5. (14.)                                    | 35       | Phineas Kimathi  | Abdul Sidi      | Subaru Impreza WRX       | -                       | N4 / PWRC | 12h16'29"0 | +1h37'22"0 | 2        |
| 6. (15.)                                    | 36       | Shaheed Wissanji | Mohammed Verjee | Subaru Impreza WRX       | -                       | N4 / PWRC | 13h41'12"0 | +3h02'05"0 | 1        |
| Coppa FIA squadre                           |          |                  |                 |                          |                         |           |            |            |          |
| 1. (6.)                                     | 17       | Toshihiro Arai   | Roger Freeman   | Subaru Impreza WRC99     | Spike Subaru Team       | WRC / TC  | 9h19'16"0  | –          | 10       |

| Principali ritiri | Principali ritiri | Principali ritiri | Principali ritiri  | Principali ritiri            | Principali ritiri            | Principali ritiri | Principali ritiri       | Principali ritiri |
| CS                | Nº                | Pilota            | Co-pilota          | Auto                         | Squadra                      | Classe            | Causa                   | Pos.              |
| ----------------- | ----------------- | ----------------- | ------------------ | ---------------------------- | ---------------------------- | ----------------- | ----------------------- | ----------------- |
| CS 3              | 1                 | Tommi Mäkinen     | Risto Mannisenmäki | Mitsubishi Lancer Evo VI     | Marlboro Mitsubishi Ralliart | WRC               | Sospensione             | 2º                |
| CS 3              | 8                 | Toni Gardemeister | Paavo Lukander     | SEAT Córdoba WRC Evo2        | SEAT Sport                   | WRC               | Infortunio del copilota | 15º               |
| CS 5              | 9                 | Gilles Panizzi    | Hervé Panizzi      | Peugeot 206 WRC              | Peugeot Esso                 | WRC               | Sospensione             | 16º               |
| CS 7              | 2                 | Freddy Loix       | Sven Smeets        | Mitsubishi Carisma GT Evo VI | Marlboro Mitsubishi Ralliart | WRC               | Rottura meccanica       | 10º               |
| CS 8              | 5                 | Colin McRae       | Nicky Grist        | Ford Focus WRC 00            | Ford Martini                 | WRC               | Motore                  | 3º                |
| CS 8              | 10                | Marcus Grönholm   | Timo Rautiainen    | Peugeot 206 WRC              | Peugeot Esso                 | WRC               | Frizione                | 8º                |

Legenda
| Icona | Classe                                                                                  |
| ----- | --------------------------------------------------------------------------------------- |
| WRC   | Equipaggio che può conquistare punti per il campionato costruttori WRC                  |
| WRC   | Equipaggio di classe A8 che non può conquistare punti per il campionato costruttori WRC |
| PWRC  | Equipaggio registrato al campionato PWRC                                                |
| TC    | Equipaggio registrato alla Coppa FIA squadre                                            |
|       | Ulteriori classificazioni                                                               |

### Prove speciali
| Frazione            | Prova | Ora   | Nome       | Lunghezza | Vincitori                    | Tempo     | Leader del rally             |
| ------------------- | ----- | ----- | ---------- | --------- | ---------------------------- | --------- | ---------------------------- |
| Frazione 1 (25 Feb) | CS1   | 11:28 | Orien 1    | 112,43 km | Didier Auriol Denis Giraudet | 47'13"0   | Didier Auriol Denis Giraudet |
| Frazione 1 (25 Feb) | CS2   | 13:34 | Oltepesi 1 | 116,92 km | Richard Burns Robert Reid    | 54'06"0   | Richard Burns Robert Reid    |
| Frazione 1 (25 Feb) | CS3   | 15:58 | Olorian 1  | 71,40 km  | Richard Burns Robert Reid    | 35'04"0   | Richard Burns Robert Reid    |
| Frazione 1 (25 Feb) | CS4   | 16:43 | Kajiado 1  | 50,09 km  | Richard Burns Robert Reid    | 23'44"0   | Richard Burns Robert Reid    |
|                     |       |       |            |           |                              |           | Richard Burns Robert Reid    |
| Frazione 2 (26 Feb) | CS5   | 07:44 | Marigat    | 123,21 km | Richard Burns Robert Reid    | 1h00'04"0 | Richard Burns Robert Reid    |
| Frazione 2 (26 Feb) | CS6   | 10:15 | Nyaru      | 68,64 km  | Carlos Sainz Luis Moya       | 46'15"0   | Richard Burns Robert Reid    |
| Frazione 2 (26 Feb) | CS7   | 13:38 | Morendat   | 93,81 km  | Carlos Sainz Luis Moya       | 46'03"0   | Richard Burns Robert Reid    |
| Frazione 2 (26 Feb) | CS8   | 16:12 | Marigat    | 123,21 km | Carlos Sainz Luis Moya       | 27'55"0   | Richard Burns Robert Reid    |
|                     |       |       |            |           |                              |           | Richard Burns Robert Reid    |
| Frazione 3 (27 Feb) | CS9   | 07:08 | Orien 2    | 112,43 km | Didier Auriol Denis Giraudet | 47'54"0   | Richard Burns Robert Reid    |
| Frazione 3 (27 Feb) | CS10  | 09:14 | Oltepesi 2 | 116,92 km | Richard Burns Robert Reid    | 56'11"0   | Richard Burns Robert Reid    |
| Frazione 3 (27 Feb) | CS11  | 11:43 | Olorian 2  | 71,40 km  | Carlos Sainz Luis Moya       | 34'48"0   | Richard Burns Robert Reid    |
| Frazione 3 (27 Feb) | CS12  | 11:14 | Kajiado 1  | 50,09 km  | Carlos Sainz Luis Moya       | 23'18"0   | Richard Burns Robert Reid    |

## Classifiche mondiali
Classifica piloti
| Pos. | Pos. | Pilota            | Punti |
| ---- | ---- | ----------------- | ----- |
| 1    |      | Tommi Mäkinen     | 16    |
| 2    | 6    | Richard Burns     | 12    |
| 3    | 1    | Juha Kankkunen    | 11    |
| 4    | 2    | Marcus Grönholm   | 10    |
| 5    | 2    | Carlos Sainz      | 9     |
| 6    | N    | Didier Auriol     | 4     |
| 7    | 2    | Colin McRae       | 4     |
| 8    | 2    | Toni Gardemeister | 3     |
| 8    | 2    | Thomas Rådström   | 3     |
| 10   | 2    | Bruno Thiry       | 2     |
| 10   | N    | Petter Solberg    | 2     |
| 12   | 2    | Freddy Loix       | 1     |
| 13   | N    | Toshihiro Arai    | 1     |

Classifica costruttori WRC
| Pos. | Pos. | Squadra                      | Punti |
| ---- | ---- | ---------------------------- | ----- |
| 1    | 3    | Subaru World Rally Team      | 25    |
| 2    | 1    | Marlboro Mitsubishi Ralliart | 18    |
| 3    |      | Ford Martini                 | 13    |
| 4    | 2    | Peugeot Esso                 | 11    |
| 5    |      | SEAT Sport                   | 7     |
| 6    |      | Škoda World Rally Team       | 4     |